# .рф
.рф (transkripce: .rf, z ruského Росси́йская Федера́ция) je národní doména nejvyššího řádu pro Ruskou federaci, zapsaná v cyrilici. V doménovém systému má ASCII DNS jméno xn--p1ai. Na tuto doménu lze přihlásit pouze subdomény psané v cyrilici.

## Historie
- 5. listopadu – 24. listopadu 2009 – Přijímání žádostí o prioritní registraci doménových jmen v zóně pro vlastníky ochranných známek.
- 25. listopadu 2009 – 11. května 2010 (období priority číslo 1) – Registrace doménových jmen v zóně prioritního registračního řízení pro držitele ruskojazyčných známek a servisních značek.
- 2. května – 14. července 2010 (období priority číslo 2) - Registrace doménových jmen v zóně .РФ pro prioritní registrační řízení pro držitele ruských známek a servisních značek, stejně jako majitelé ochranných známek a servisních značek psaných latinkou.
- 15. července - 16. září 2010 (období priority číslo 3) – Registrace doménových jmen pro držitele výlučných práv obchodních názvů, držitele výlučných práv na užívání označení původu, neziskových organizací a médií. Registrace se provádí podle „nařízení o registraci priority doménových jmen v doméně .РФ pro určité kategorie uživatelů,“ schválená rozhodnutím 2010-10 /65 Rady koordinačního centra internetové národní domény pro TLD RU 13. 7. 2010.
- 11. listopadu 2010 - Otevření zápisu ruským obyvatelům (fyzickým i právnickým osobám) za tržní ceny. 30. září 2010 Rada koordinačního centra internetové národní domény se rozhodla zahájit otevřenou registraci v doméně .РФ od 11. listopadu 2010, 12:00 (UTC+3)